# Real Live
Real Live é o quarto álbum gravado ao vivo pelo cantor Bob Dylan, lançado a 3 de Dezembro de 1984.
O disco conta com a presença de artistas como Mick Taylor (antigo membro de Rolling Stones) na guitarra, Ian McLagan (antigo membro de Faces) nos teclados e ainda Carlos Santana.
O disco atingiu o nº 115 da Billboard 200.
| Críticas profissionais                                                      | Críticas profissionais |
| Avaliações da crítica                                                       | Avaliações da crítica  |
| Fonte                                                                       | Avaliação              |
| --------------------------------------------------------------------------- | ---------------------- |
| Allmusic                                                                    | [ 2 ]                  |
| Rolling Stone                                                               | [ 3 ]                  |
| Esta tabela precisa de ser acompanhada por texto em prosa. Consulte o guia. |                        |

## Faixas
Todas as faixas por Bob Dylan.
1. "Highway 61 Revisited" – 5:07
2. "Maggie's Farm" – 4:54
3. "I and I" – 6:00
4. "License to Kill" – 3:26
5. "It Ain't Me, Babe" – 5:17
6. "Tangled Up in Blue" – 6:54
7. "Masters of War" – 6:35
8. "Ballad of a Thin Man" – 3:05
9. "Girl from the North Country" – 4:25
10. "Tombstone Blues" – 4:32